# Харківський національний економічний університет (монета)
«Ха́рківський націона́льний економі́чний університе́т» — пам'ятна монета номіналом 2 гривні, випущена Національним банком України, присвячена Харківському національному економічному університету, який було засновано 1930 року.
Монету введено в обіг 8 листопада 2006 року. Вона належить до серії «Вищі навчальні заклади України».

## Опис монети та характеристики
| Номінал грн. | Метал      | Маса, г | Діаметр, мм | Якість виготовлення       | Гурт     | Тираж, штук |
| ------------ | ---------- | ------- | ----------- | ------------------------- | -------- | ----------- |
| 2            | нейзильбер | 12,8    | 31,0        | спеціальний анциркулейтед | рифлений | 30 000      |

### Аверс
На аверсі монети в центрі зображено малий Державний Герб України, під ним — рік карбування монети — «2006», по колу розміщено написи: «НАЦІОНАЛЬНИЙ БАНК УКРАЇНИ» (угорі), «ДВІ ГРИВНІ» (унизу) та логотип Монетного двору Національного банку України.

### Реверс
На реверсі монети зображено будівлю університету, над якою розміщено його логотип (праворуч) і написи: «ХАРКІВСЬКИЙ НАЦІОНАЛЬНИЙ ЕКОНОМІЧНИЙ УНІВЕРСИТЕТ» (ліворуч), «РІК ЗАСНУВАННЯ»/ «1930» (унизу).

## Автори

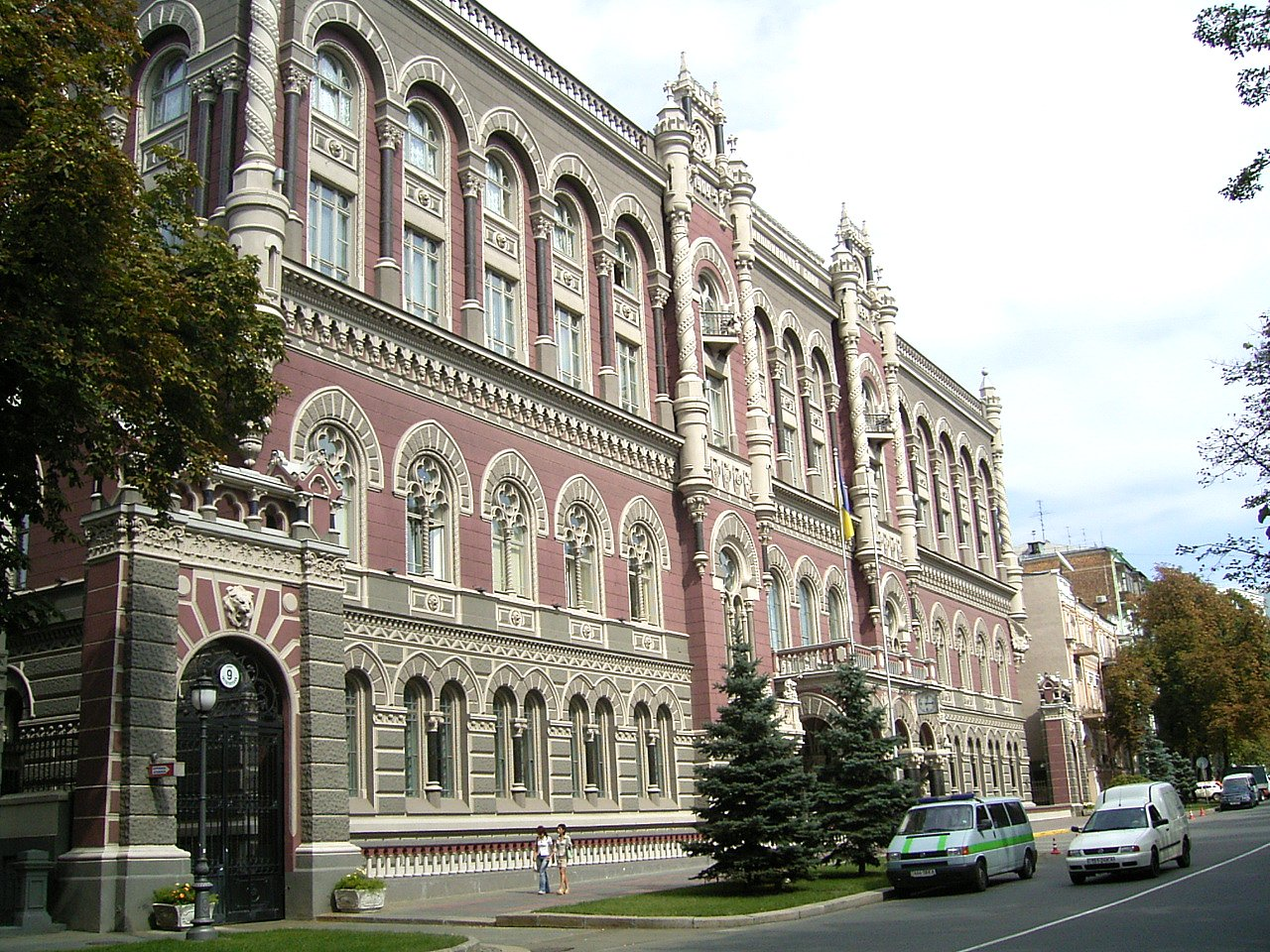
Будівля Національного банку України

- Художник — Іваненко Святослав.
- Скульптор — Іваненко Святослав.

## Вартість монети
Ціна монети — 20 гривень, була вказана на сайті Національного банку України в 2014 році.
Фактична приблизна вартість монети з роками змінювалася так:
| Рік        | 2010 | 2011 | 2012 | 2013 | 2014 | 2015 | 2016 | 2017 | 2018 | 2019 | 2020 | 2021 | 2022 | 2023 | 2024 | 2025 |
| ---------- | ---- | ---- | ---- | ---- | ---- | ---- | ---- | ---- | ---- | ---- | ---- | ---- | ---- | ---- | ---- | ---- |
| Ціна, грн. | 20   | 20   | 20   | 20   | 26   | 42   | 54   | 63   | 75   | 80   | 80   | 80   | 90   | 250  | 250  | 250  |